# Vera Aceva
‎
Vera Aceva-Dosta, makedonska komunistka, politična komisarka, prvoborka, partizanka, političarka in narodni heroj, * 24. september 1919, Kraljevina SHS, † 10. november 2006, Skopje, Makedonija.

## Življenjepis
Med drugo svetovno vojno je bila sprva ilegalna partijska delavka; bila je članica CK KPJ za Makedonijo in sekretarka KK KPJ v Prilepu. Nato je vodila vojni štab odreda v oktobru 1941, postala politična komisarka v Šarskem partizanskem odredu in 1. kosovsko-makedonski brigadi. 
Po vojni je leta 1947 postala županja Skopja, v letih 1949-1952 ministrica za kmetijstvo v vladi LR Makedonije, članica CK KPJ in izvršnega odbora CK ZKM.